# Родні Вільямс
Родні Вільямс (англ. Sir Rodney Errey Lawrence Williams; нар. 2 листопада 1947) — 4-й генерал-губернатор Антигуа і Барбуди з 13 серпня 2014 року.
Син депутата парламенту від Антигуанської робітничої партії, Ернеста Еммануеля Вільямса. В 1976 році закінчив медичний факультет Університету Вест-Індії в Моні. У 1984—2004 роках також депутат парламенту від тієї ж партії, в 1992—2004 обіймав посади міністра освіти, культури, технологій, економічного розвитку, туризму та навколишнього середовища. В 2004 році не переобраний в парламент, коли його Робоча партія Антигуа програла вибори Об'єднаній Прогресивній партії
В 2014 році призначений новим генерал-губернатором після відставки Луїзи Лейк-Тек

## Визнання та нагороди
- 14. серпня 2014 — приведений до присяги як 4-й Генерал-губернатор Антигуа та Барбуди[4][3]
- 17. жовтня 2014 — Орден Святого Михайла і Святого Георгія[5]
- листопад 2014 — Орден Франциска I[en]

## Особисте життя
Одружений, має трьох синів.